# 田中弘道 (プロデューサー)
田中 弘道（たなか ひろみち、1962年1月7日 - ）は、日本のゲームプロデューサー。

## 経歴
千葉県市川市出身。同級生で同じクラスだった坂口博信に誘われて横浜国立大学工学部電気情報工学科を中退、1983年に学生アルバイトとして電友社のソフトウェア開発部門として設立されたスクウェアに入社。初期スクウェア作品の多くに関わった。
1998年にスクウェアの執行役員に就任し、その後エニックスとの合併（スクウェア・エニックス）を経て第3開発事業部部長、オンライン事業推進担当といった役職を務めた後、2012年7月にスクウェア・エニックスを退社した。
現在はガンホー・オンライン・エンターテイメントの執行役員開発担当本部長としてゲームの開発に携わっている。

## 人物
- 2ちゃんねるネタにも精通しており、落書きスプーを描いて見せたり、2010年2月28日のヴァナ★フェス2010のライブ映像ボーナスシーンでは河本信昭と共にニュー速VIPのマスコットキャラやる夫・やらない夫を演じた。

## 主な関連作品

### スクウェア → スクウェア・エニックス
- ザ・デストラップ（プログラム）
- アルファ
- 水晶の龍
- ジェネシス（プロデューサー/シナリオ/ゲームデザイン）
- スクウェアのトム・ソーヤ（プロデューサー）
- 中山美穂のトキメキハイスクール
- ファイナルファンタジー（ゲームデザイン（バトルシステムデザイン/メニューシステムデザイン））
- ファイナルファンタジーII（ゲームデザイン（バトルインターフェース/イベントシステム/熟練度システム/メニューシステムデザイン））
- ファイナルファンタジーIII（ゲームデザイン（バトルシステムデザイン/メニューシステムデザイン/ジョブチェンジ＆召喚獣システム/ポップアップダメージ表示デザイン））
- Sa・Ga2 秘宝伝説（全シナリオ/全イベント/ゲームデザイン）
- 聖剣伝説2（プロデューサー/シナリオ/ゲームデザイン）
- 聖剣伝説3（ディレクター）
- ゼノギアス（プロデューサー/バトルシステムデザイン）
- クロノ・クロス（プロデューサー/バトルシステムデザイン/メニューシステム設計）
- デュープリズム（プロデューサー）
- ファイナルファンタジーXI（プロデューサー）
  - ファイナルファンタジーXI ジラートの幻影（プロデューサー）
  - ファイナルファンタジーXI プロマシアの呪縛（プロデューサー）
  - ファイナルファンタジーXI アトルガンの秘宝（プロデューサー）
- 新約 聖剣伝説（エグゼクティブプロデューサー）
- ニンテンドーDS版ファイナルファンタジーIII（エグゼクティブプロデューサー/ディレクター）
- 聖剣伝説4（スペシャルサンクス）
- 聖剣伝説 HEROES of MANA（スペシャルサンクス）
- ファイナルファンタジーXIV （プロデューサー（〜2010年12月））

### ガンホー
- セブンス・リバース（プロデューサー）